# 洗頭艇
洗頭艇（英語：Shampoo boat）是一個香港粵語獨有的俚語，意指「非法高速船隻」（英語：illegal high speed ferry），以前往珠江口外島為目的地。

## 歷史
洗頭艇是20世紀90年代曾經在南中國珠江口活躍一時的非法海上交通工具。由黑幫操控及營運的從香港南部的長洲、梅窩、香港仔等地開往廣東省珠海市外島，如：桂山島、外伶仃島等地宿娼嫖妓的非法海上交通工具，因該等島嶼上髮廊為嫖妓熱門點而得名。其後香港、中国大陆兩地聯手打擊偷渡嫖妓，偷渡航線被迫停航，現時幾乎絕跡。
由於當時使用本式回鄉證，有些人士為免被人發現前往中國大陸的出入境紀錄，便乘搭非法艇仔前往屬大陸管轄的外島嫖娼，故俗稱坐「洗頭艇」。乘搭洗頭艇乃非法行為，會被控以非法出入境；而一般的船隻保險都不會保障這些非法行為。
洗頭艇目的地桂山島位於大嶼山西南約兩公里外，而外伶仃島位於長洲以南約六公里，屬中華人民共和國廣東省珠海市管轄，由於地理位置相當接近香港，從長洲坐艇仔到外伶仃島只需15分鐘，所以有些人會到此一遊。
1898年清、英兩國簽訂《展拓香港界址專條》中，新界的離島原包括萬山群島（桂山島、外伶仃島等香港以南島嶼），後因英國認為這些群島遠離香港島，對香港的防衛並無太大作用，從來未有接收這些島嶼，由中方繼續管治。

## 銅鑼灣書店事件
2015年10月至12月，銅鑼灣書店股東及員工5人先後失蹤，其中一名失蹤者李波懷疑在香港境內被中國大陸執法人員強行擄走。2016年1月5日，香港立法會議員吳亮星公開引述一名「老朋友」聲稱，銅鑼灣書店5人是乘坐「洗頭艇」回中國大陸嫖娼，被公安當場逮捕。翌日吳亮星接受港台節目訪問時為言論致歉，李波太太拒絕接受。

## 外部連結
- 政府部門常用辭彙：洗頭艇 （页面存档备份，存于）